# Revelhe
Revelhe es una freguesia portuguesa del concelho de Fafe, en el distrito de Braga, con 4,91 km² de superficie y 849 habitantes (2001),. distribuidos en catorce núcleos de población. Su densidad de población es de 172,9 hab/km².